# Tom Sawyer no Bōken
Tom Sawyer no Bōken (яп. トム・ソーヤーの冒険, Тому со:я  но бо:кен, укр. Пригоди Тома Соєра) — аніме-серіал режисера Хіроші Сайто, створений студією Nippon Animation. Є частиною серії «Кінотеатр світових шедеврів». Історія заснована на романі «Пригоди Тома Соєра» американського письменника Марка Твена.

## Сюжет
Події розгортаються у вигаданому містечку Сент-Пітерсберг, штат Міссурі, у другій половині XIX століття.
Том Соєр — пустотливий десятирічний хлопчик, який живе зі своїм зведеним братом Сідом, тіткою Поллі і кузиною Мері в будинку на березі Міссісіпі. Після смерті батьків Тома і Сіда виховує тітка Поллі. Том більшу частину часу проводить зі своїм найкращим другом Гекльберрі Фінном, разом з яким вони потрапляють у різні пригоди — полюють на кабанів, грають у піратів на річці, літають на повітряній кулі і знаходять скарби. Також Том закохується в Беккі — чарівну дочку місцевого судді.